# Macellum Pozzuoli
Macellum Pozzuoli (italijansko Macellum di Pozzuoli) je bil macellum ali tržna stavba rimske kolonije Puteoli, danes mesta Pozzuoli v južni Italiji. Ko je bil prvič izkopan v 18. stoletju, je odkritje kipa Serapisa privedlo do napačne identifikacije stavbe kot mestnega serapeuma ali Serapisovega templja.
Trak izvrtin ali Gastrochaenolites, ki so jih na treh stoječih marmornih stebrih pustile morske školjke Lithophaga (morski datelj), je pokazal, da so ti stebri stoletja stali pokonci, medtem ko se je mesto pogrezalo pod morsko gladino in nato spet pojavilo. Ta zmedena značilnost je bila predmet razprave v zgodnji geologiji in je sčasoma pripeljala do spoznanja bradizeizma na tem območju, kar je pokazalo, da bi lahko bila zemeljska skorja postopno gibljiva brez uničujočih potresov. Bradizeizem je postopno dviganje (pozitiven bradizeizem) ali spust (negativni bradizeizem) dela zemeljske površine, ki ga povzroči polnjenje ali praznjenje podzemne komore magme in / ali hidrotermalna aktivnost, zlasti v vulkanskih kalderah. Beseda izhaja iz starogrških besed βραδύς bradús, kar pomeni 'počasno' in σεισμός seismós, kar pomeni 'gibanje', in jo je leta 1893 skoval Arturo Issel.

## Rimski izvor
Mesto Dicearchia, ki so ga ustanovili grški begunci, ki so ubežali diktaturi na Samosu, je bilo leta 194 pr. n. št. vključeno v Rimsko cesarstvo kot mesto Puteoli. Trg macellum ali tržnica hrane je bil zgrajen med koncem 1. in začetkom 2. stoletja našega štetja in obnovljen v 3. stoletju našega štetja pod  Seversko dinastijo.
Zgrajena je bila v obliki arkadnega kvadratnega dvorišča, obkroženega z dvonadstropnimi stavbami. Trgovine so obdajale z  marmorjem obložene kolonode in tvorile arkado s 34 sivimi granitnimi stebri. Glavni vhod in preddverje sta bila nameščena na glavni osi, ki se je postavila čez tolos v središču trga do eksedre za bogoslužje, ki je imela portik, oblikovan iz štirih velikih marmornatih stebrov iz cipolino marmorja. Eksedra je imela tri niše za kipe božanstev, ki so zaščitile trg, vključno s kipom Serapisa. Tolos v središču trga je bil krožna stavba, ki je stala na podiju, do katerega so vodila štiri simetrično postavljena dostopna stopnišča, s šestnajstimi marmornatimi stebri, ki so podpirali kupolasti obok. Morske živali so krasile frize okoli dna tolosa. Dvorišče je imelo na svojih daljših straneh štiri stranske vhode, v vogalih stebrišča so bile latrine in štiri (verjetne) taberne z lastnimi zunanjimi vhodi in dostopom iz arkade.

## Izkopavanja in vpliv na geologijo
Kralj Karel Neapeljski je naročil izkopavanje med letoma 1750 in 1756, pri čemer so izpostavili tri velike stebre iz cipolinskega marmorja, ki so mestu dali ime vinograd s tremi stebri. Privabil je obiske starinarjev, med njimi Williama Hamiltona, katerega Campi Phlegraei iz leta 1776 je pokazal oddaljen pogled na stavbe, suhe nad morsko gladino  in Johna Soanea, ki je 1. januarja 1779 »odšel v tempelj Jupitra Serapisa« in naredil grobo skico, pa tudi načrt kompleksa, morda kopiran iz druge risbe.
Leta 1798 je Scipione Breislak opisal terensko delo na tem mestu v svoji Topografia fisica della Campania in teoretiziral spremembe morske gladine okoli te obale. Trdil je, da dokazi ne podpirajo domneve o padcu morske gladine po vsem svetu, vendar so mislili, da so potresne razlage neustrezne, saj so potresi zloglasno tresli stavbe, dokler se niso podrle, stebri pa so še vedno stali. Ugotovil je, da se je zemeljska skorja neopazno premikala, vendar je priznal, da je to nezadovoljivo, saj vzroka ni bilo mogoče videti. Leta 1802 je John Playfair v svojih Illustrations of the Huttonian Theory of the Eart z opisi Breislaka podprl ideje Jamesa Huttona o počasnih spremembah, pripisujoč različne višine vode okoli stebrov 'nihanju' nivoja zemlje.
Med letoma 1806 in 1818 so nadaljnja izkopavanja razkrila celoten Serapeum ali Serapisov tempelj. Pri izkopavanjih so se izgubili stratigrafski podatki o nahajališčih, ki so pokopala stavbo, toda pas vrtalnikov ali Gastrochaenolites, ki so jih na treh stoječih marmornatih stebrih pustile morske školjke Lithophaga, je dober zapis o relativnih nihanjih morske gladine.
Starinar Andrea di Jorio je preučeval ruševine in leta 1817 izdal vodnik po Phlegraean Fields z zemljevidom območja, ki je imelo veliko vročih vrelcev in vulkanskih kraterjev ter antičnih najdišč, vključno z domnevnim templjem. V tem času je tlak poplavilo morje, kar kaže na rahlo znižanje gladine kopnega. Leta 1820 je v Puzzuoliju objavil študijo o svojem Ricerche sul Tempio di Serapide, vključno z ilustracijo na podlagi risbe Johna Izarda Middletona, ki prikazuje tri stebre s pasovi, na katere so vplivali mehkužci.
Leta 1819 je Giovanni Battista Brocchi predlagal, da so bili stebri pod pasovi zaščiteni pred mehkužci pokopani v mulju ali vulkanskem pepelu. Prvi zvezek Veränderungen der Erdoberfläche Karla Ernsta Adolfa von Hoffa, objavljen leta 1822, je vseboval opis ruševin, ki kažejo relativne spremembe v gladini kopnega in morja. Hoffov drugi zvezek iz leta 1824 je pregledal, kako bi to lahko povzročili potresi, in omenil Joriovo študijo. Hoffov zapis je Johanna Wolfganga von Goetheja motiviral, da je objavil svojo idejo, ki jo je skoval ob obisku mesta leta 1787. V Goethejevem Architektonisch-naturhistorisches Problem iz leta 1823 je predlagal, da sta mulj ali pepel delno zakopala stebre in hkrati zadrževala nastajanje vode lagune nad morsko gladino. Robert Jameson je ta članek prevedel za svojo revijo v Edinburghu, da bi nasprotoval stališčem Playfaira. Drugi naravoslovci so menili, da je to malo verjetno, saj sladkovodna laguna ne bi podpirala morskih mehkužcev, morje pa je bilo takrat višje kot v času Goethejevega obiska.
V svoji knjigi Description of Active and Extinct Volcanoes (Opis aktivnih in izumrlih vulkanov) iz leta 1826 je Charles Daubeny zavrnil implicitno potopitev kopnega za 9,1 m, čemur je sledil skoraj tako velik dvig, kot je malo verjeten, saj »je verjetno, da niti en steber templja ne bi obdržal svoje pokončne drže, da bi potrdil resničnost tega krčenja«. Daubeny je prav tako dvomil o spreminjanju morske gladine, zato je zaključil, da morajo biti pasovi lukenj, ki jih vrtajo mehkužci, posledica lokalne zajezitve vode okoli stavb.
Principles of Geology Charlesa Lyella iz leta 1830 kot frontispic so predstavila repliko di Joriove ilustracije stebrov (prikazano zgoraj), in podroben odsek, ki razpravlja o njihovem pomenu. Močno je izpodbijal Daubenyjev argument in namesto tega predlagal počasne in enakomerne geološke sile. Lyell je zapisal: »Da bi morale biti stavbe potopljene, nato pa jih je treba dvigniti, ne da bi jih v celoti zrušili na kup ruševin, ne bo videti nobene anomalije, ko se spomnimo, da so se leta 1819, ko je delta Inda potonila, hiše znotraj utrdbe Sindree so se umirile pod valovi, ne da bi jih strmoglavilo.« Leta 1832 je mladi Charles Darwin uporabil Lyellove metode pri prvem pristajanju Beagleovega raziskovalnega potovanja, medtem ko je preučeval dokaze o vzponu zemlje pri St. Jagu. Darwin je v svojem dnevniku zavrnil trditev Daubenyja in zapisal, da se mu zdi »prepričan, da je ponekod v St. Jago mesto mogoče dvigniti, ne da bi poškodoval hišo.«
Charles Babbage je podrobno pregledal ruševine leta 1828 in njegova Observations on the Temple of Serapis at Pozzuoli, near Naples (opažanja na templju Serapisa v Pozzuoliju v bližini Neaplja) so bila objavljena leta 1847. V nekaterih prostorih maceluma je Babbage našel temno rjavkasto kopičenje soli in bolj gosto vgradnjo do višine približno 2,7 m od tal. Razlagali so jih tako, da kažejo, da se je ob spuščanju stavbe oblikovalo malo jezero, ki je dovolilo vstop vode v stavbo, ne da bi prišlo do neposredne povezave z morjem, nato pa se je zemljišče pozneje umirilo do točke, ko je prišla morska voda in Lithophaga je v zidu začela vrtati luknje do višine 5,8 m od tal.
Zgradbo je opredelil kot macellum ali tržnico in ne kot tempelj Charles Dubois, ki je podrobno opisal ruševine Pozzuolija v svojih Pouzzoles antiques. Histoire et topographie iz leta 1907.

## Sodobne raziskave
Novejše preiskave vertikalnih premikov so pokazale, da je nahajališče blizu središča kaldere Campi Flegrei (Phlegraean Fields) in je bil izpostavljen  ponavljajočim se 'počasnim potresom' ali bradizeizmu te plitve kaldere, kar je povzročilo sorazmerno počasno pogrezanje v daljšem obdobju, utopitev ruševine, ki jo obdajajo obdobja razmeroma hitrega dviga, zaradi katerih se je spet pojavila. Po dolgem pogrezanju v rimskem obdobju je v srednjem veku prišlo med letoma 700 do 800 do vzpona, nato pa se je po večjem pogrezanju zemlja spet dvignila med približno 1500 do zadnjega izbruha leta 1538. Zemlja je spet počasi popustila, nato se je med letoma 1969 in 1973 zemljišče dvignilo za približno 1,7 metra. V naslednjem desetletju je prišlo do nekoliko posedanja, nato pa med leti 1982 in 1994 dvig skoraj 2 metra. Zaskrbljenost zaradi nevarnosti potresne škode in morebitnega izbruha je privedla do začasne evakuacije mesta Pozzuoli. Podrobne meritve so pokazale, da je deformacija kaldere tvorila skoraj krožno lečo s središčem v bližini Pozzuolija. Izdelani so bili različni modeli za iskanje mehanizmov, ki pojasnjujejo ta vzorec.